# Longing (película de 2024)
Longing es una película dramática escrita y dirigida por Savi Gabizon y protagonizada por Richard Gere, Suzanne Clément y Diane Kruger. Es un remake de la película israelí de 2017 de Gabizon.

## Sinopsis
Cuando un magnate de los negocios se encuentra con su antigua novia de un pequeño pueblo mientras ella está de visita en la gran ciudad, se sorprende al descubrir que tuvieron un hijo juntos.

## Reparto
- Richard Gere como Daniel[3]
- Diane Kruger como Alicia[4]
- Suzanne Clément como Rachel[4]
- Marnie McPhail[5]
- Stuart Hughes[5]
- Jessica Clement[5]

## Producción
El rodaje comenzó el 24 de septiembre de 2022. El rodaje se produjo en Toronto, Hamilton, Cambridge y Kitchener, Ontario.

## Estreno
Mongrel Media estrenó Longing en Canadá el 7 de junio de 2024. También se estrenó en Estados Unidos el mismo día en salas limitadas, distribuida por Lionsgate Films.